# Kiskegyed
A Kiskegyed elsősorban nőknek szánt hetilap.
Az első lapszám 1992. április 7-én jelent meg. A magazin kiadója a Ringier Hungary Kft.

## Története
Az első főszerkesztője Miskolczi Miklós író volt. Az első heti 30 ezres példányszám a következő hetekben ugrásszerűen megnőtt. A lap történetében a legnagyobb példányszám az 560 ezer darab volt.[forrás?] 2007-ben kétszázezres példányszámot terjesztett, ez 1 millió olvasót jelentett hetente. 2002 óta a magazin főszerkesztője Bokor Klára. 2022 áprilisában indult el a márka online magazinja, a kiskegyed.hu.

## Profilja
A Kiskegyed célcsoportja igen széles, 18-80 éves korig terjed. Kezdetben klasszikus női hetilap volt, de a fellépő igények és a konkurencia miatt manapság a bulvár nagyobb szerephez jut. A kezdeti sikerek miatt néhány évig nem kellett megújítani profilját. Az első nagy arculatváltásra 1998-ban került sor. Azóta csak kisebb mértékben változtatták meg a tartalmát.
A címlapra nagy hangsúlyt fektetnek az impulzus vásárlók miatt, akik az összes eladott példányszám 10-20%-át teszik ki. Szerepük nagyon fontos a piaci versenyben, ennek oka a kevés előfizető (kb. 40 ezer).

## Szerkesztőség
Húsz állandó munkatárs és jelentős számú külsős újságíró dolgozik a lapban. Őket egészíti ki a jelentős számban lévő külsős újságíró. A főszerkesztőnő mellett a kulcspozíciókat férfiak foglalják el.

### Főszerkesztők
- 1992-2002 Miskolczi Miklós
- 2002 - Bokor Klára

## Márkakiterjesztés
A kiadó Kiskegyed névvel lapcsaládot alapított, melynek tagjai a Kiskegyed Konyhája, a Kiskegyed Otthona, a Kiskegyed Recepttár és a Kiskegyed Extra.